# 洪瑞璞
洪瑞璞（英語：Aphrodite Rueipu Hung），法國巴黎索邦大學（Paris-Sorbonne University, Paris IV）地理系的地緣政治學博士候選人，曾多次代表組織黑色島國青年陣線參與「海峽兩岸服務貿易協議」的公聽會與發言。
2016年台灣台南大地震救援期間，於個人Facebook留言認為中華民國國軍協助救災，是其應盡本份並不該感謝，感謝會讓國防部洗白。

## 投書媒體

### 中文
- 對於反媒體壟斷議題：2013年1月2日，一把無名火與都更（臺灣蘋果日報）[2]。
- 對於都更議題：2013年2月7日，一場場不平等的戰役─反媒體壟斷（臺灣想想論壇）[3]。
- 對於黨國權貴議題：2014年12月31日，作為一個台灣人──陳水扁：「不要哭、也不要跪」（臺灣想想論壇）[4]。
- 反對臺灣加入亞投行：2015年4月1日，【特約轉載】國家定位未明前，我們必須堅持停止與中國相關的一切談判 （香港本土新聞）[5]。
- 主張臺灣必須從中華民國獨立：2015年6月18日，實然主權，然後咧？（香港聚言時報）[6]。

### 英文
- Against authority：May 5, 2014，The Seeds of Resistance（Thinking-Taiwan）[7]。

## 社會運動
- 2013年11月7日，在有關服貿協議的第10場公聽會上，洪瑞璞從自由貿易發展史的角度對當代自由貿易的經濟模式提出質疑。她指出所謂的自由貿易是伴隨帝國、殖民主義與殖民統治發展而來的經濟模式。另外，針對自由貿易提倡者總是強調競爭、將適者生存不適者淘汰的觀念奉為圭臬的看法，洪瑞璞也提出另一個觀點。洪指出適者生存，但『但適者未必是良者』- 即使是再優秀的人才，也必須要有好的環境才能茁壯，在不好的環境下存活下來的未必真的是良者，因此她提出政府應該保護自己國家的青年人才與優秀的勞工才是真正的進步[8][9][10]。

## 外部連結
- 洪瑞璞 | 反黑箱服貿民主陣線 （页面存档备份，存于）